# Túmulo de Ferdusi
O Túmulo de Ferdusi é um conjunto de túmulos compostos por uma base de mármore branco e um edifício decorativo erguido em homenagem ao poeta persa Ferdusi, localizado em Tus, no Irão, na província de Coração Razavi. Foi construído no início dos anos 30, sob o Reza Xá, e usa principalmente elementos da arquitectura aquemênida para demonstrar a rica cultura e história do Irão. A construção do mausoléu, bem como o seu design estético, é um reflexo do status cultural e geopolítico do Irão na época.

## Design de interiores

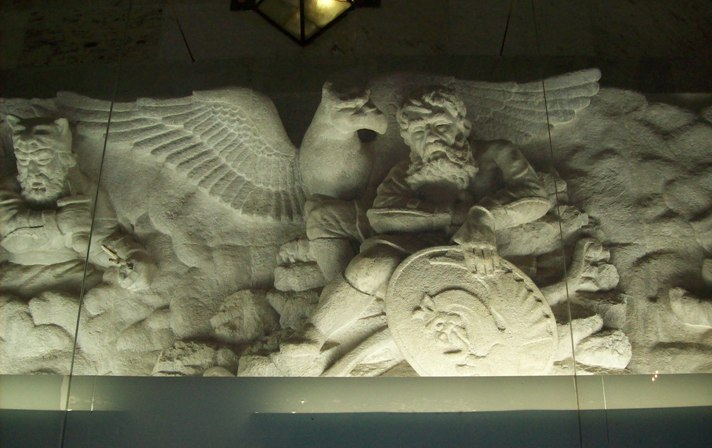
Um dos detalhes do interior do mausoléu, onde se pode ver uma ave mítica e o herói

A Épica dos Reis, de Ferdusi, inspira contos de actos heroicos por protagonistas que lutam contra os seus antagonistas. Nesse sentido, é um épico nacional que engloba não apenas figuras literárias e de ficção, mas também incorpora partes da história do Irão pré-islâmico. Isso fez com que o interior do edifício de Ferdusi reflectisse as mesmas cenas heroicas. O principal arquitecto responsável pelo design do interior do túmulo de Ferdusi é Feraydoon Sadeghi, que criou cenas de friso profundo usando estátuas tridimensionais, cada uma retratando uma cena de Épica dos Reis. Rustã, o herói do livro de Épica dos Reis, é o foco da maioria das cenas dentro do edifício. Como Épica dos Reis é essencialmente um texto, a recreação artística de suas cenas heroicas é múltipla. Centrado dentro do edifício, ao redor das cenas de friso e outros empreendimentos artísticos, está a pedra do túmulo do poeta. Gravado na pedra do túmulo está a descrição da contribuição de Ferdusi para os falantes persas e, no final, termina denotando a data de nascimento do poeta, a data da morte e a data em que o mausoléu foi construído.
O conteúdo do túmulo (em persa) é o seguinte: بنام خداوند جان و خرد. این مکان فرخنده آرامگاه استاد گویندگان فارسیزبان و سراینده داستانهای ملی ایران, حکیم ابوالقاسم فردوسی طوسی است که سخنان او زندهکننده کشور ایران و در دل مردم این سرزمین جاودان است

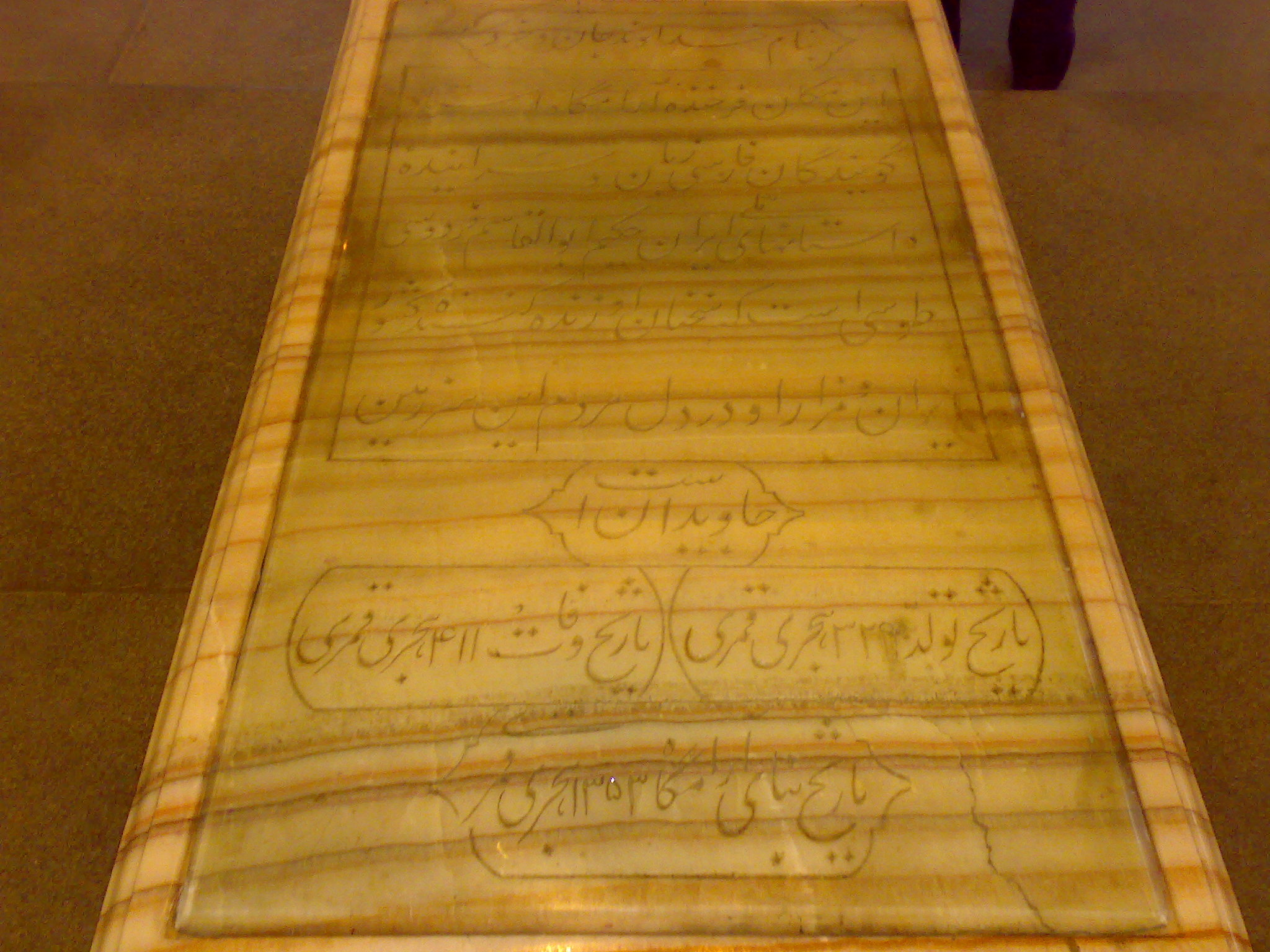
O túmulo com as inscrições

A tradução em português é aproximadamente a seguinte: Em nome do Deus que criou a vida. Este lugar é o lugar de repouso dele (Hakim Abul-qasem Ferdowsi Tusi) que avançou a arte da linguagem entre falantes persas e o titular do épico nacional do Irão e das suas histórias nacionais. Suas palavras deram uma nova vida ao Irão, e ele tem um lugar no coração de seu povo.

## Legado
Hoje, o túmulo de Ferdusi é um dos mais fotografados no Irão. Milhões de visitantes de várias províncias do Irão vêem ao túmulo todos os anos. Os dignitários estrangeiros, os turistas e outros civis da Europa, Ásia e Médio Oriente também visitam o local. O local também inspirou muitos poetas persas, incluindo o poeta iraniano Mehdi Akhavan-Sales, que realmente está fisicamente enterrado não muito longe do túmulo de Ferdusi, em seu próprio túmulo, nas terras do complexo de Ferdusi.